# Conexina 43

## Introducción
Las comunicaciones intercelulares participan activamente en los eventos biológicos fundamentales que se dan en organismos constituidos por más de un tipo de célula (multicelulares), relacionados con el control del crecimiento y diferenciación celular, la muerte celular programada (apoptosis) y la sincronización de funciones celulares.
Uno de los sistemas de comunicación entre células son las uniones gap, formadas por proteínas denominadas conexinas, que atraviesan la membrana plasmática y permiten el intercambio de material abrupto.

## Estructura y distribución celular

Conexina y conexones.

La conexina (Cx)43 es un miembro de la gran familia de proteínas involucradas en la formación de uniones gap, las cuales permiten el paso directo de pequeños iones y moléculas (Ca2+, AMPc, GMPc, IP3) menores a 1000 Daltons, conectando directamente el citoplasma de células adyacentes. Cada conexina posee cuatro dominios transmembrana, dos loops extracelulares (EL) y los dominios C-terminal y N-terminal localizados en el citoplasma. La unión de seis conexinas forma un hemicanal llamado conexón el cual atraviesa la membrana lipídica. La interacción entre dos conexones de células adyacentes ocurre en el espacio (gap) extracelular, de donde deriva su nombre unión gap. Los hemicanales alternan entre estados abiertos y cerrados que son regulados por fosforilaciones/defosforilaciones. Las uniones gap son estructuras dinámicas de membrana plasmática, con una rápida tasa de recambio. Existen más de 11 tipos de conexinas expresadas en diferentes tejidos, con diversa permeabilidad molecular y funciones fisiológicas. Cx45 y Cx46 han sido identificadas en hueso, pero Cx43 es la más abundante y es la principal proteína de unión gap expresada en osteocitos y osteoblastos, y también en osteoclastos. Además, se expresa ampliamente en otros tejidos, incluyendo cerebro, corazón, riñón, músculo liso, ovario y epitelio. Existen líneas celulares establecidas, como las células HeLa tumorales de origen humano, que no expresan Cx43.

## Función
La función principal de esta proteína es la de comunicar a las células adyacentes entre sí. Sin embargo, la capacidad de comunicación de estas proteínas no ocurre sólo entre células; el extremo carboxilo terminal de la conexina 43 interacciona con un gran número de proteínas intracelulares de señalización y andamiaje, como proteínas del citoesqueleto, cadherinas, ZO-1, c-Src, PKC o caveolinas. Muchas de estas interacciones modifican la conformación de la conexina y regulan la apertura y cierre del canal. De esta manera, la célula puede actuar de forma aislada o cooperativa gracias a la acción de determinadas proteínas sobre el extremo carboxilo terminal de la conexina. Pero además, esta porción terminal de conexina 43 puede modificar la actividad de algunas de las proteínas con las que interacciona, este es el caso de c-Src, una tirosina quinasa de extremada importancia para la célula por ser un nudo de comunicación de múltiples vías de señalización. Así, la conexina 43 puede también actuar como una molécula mediadora de señales extracelulares que desencadena una respuesta intracelular.

## Fosforilación
Los canales de unión (conexones) se alternan entre estados abiertos y cerrados regulados por fosforilaciones/defosforilaciones de residuos de aminoácidos localizados en el interior celular. Consistente con la corta vida media de la proteína (1-5 h), la fosforilación de conexina 43 es dinámica y cambia en respuesta a la activación de diferentes quinasas. La inhibición de tirosina fosfatasas por el conocido inhibidor pervanadato provoca la fosforilación de conexina 43 en tirosina y el consiguiente cierre de las uniones gap. La regulación de la comunicación por uniones gap puede ser modulada tanto por proteínas quinasas como por proteínas fosfatasas que se asocian a la porción intracelular de la conexina.

## Conexina 43 y hueso
En células en contacto, los conexones de células vecinas forman uniones gap en cuestión de minutos o segundos, sugiriendo que los conexones pre-existen en la membrana plasmática. De esta manera, la comunicación por medio de estas uniones en células óseas se convierte en un excelente método de rápida propagación local de las señales generadas a través del tejido óseo, como fue demostrado en osteoblastos. La capacidad de intercambiar nutrientes y moléculas regulatorias de una célula a otra, representa una eficiente coordinación de la acción de una variedad de células en un tejido altamente complejo, como lo es el hueso. Tanto la región transmembrana de la molécula de conexina 43 que forma el poro, como la región carboxi-terminal, que se encuentra en el citoplasma de las células, son necesarias para la acción de drogas administradas en patologías óseas como la osteoporosis. Un ejemplo de estas drogas son los Bisfosfonatos que previenen la muerte celular (apoptosis) de los osteocitos y osteoblastos, favoreciendo su actividad como formadores de hueso. Además, la apertura de los hemicanales es seguida por la activación de quinasas citosólicas como Src y las quinasas activadas por señales extracelulares ERKs, que conducen a incrementar la proliferación de estas células formadoras de hueso.